# Diga Waneta
La diga Waneta è uno sbarramento idroelettrico canadese nella Columbia Britannica sul fiume Pend d'Oreille, poco prima che si immetta nel fiume Columbia. La diga è in calcestruzzo e si trova 9 km più a valle della diga Seven Mile.
Fornisce energia elettrica sia all'azienda metallurgica Teck Resources sia alla BC Hydro, che dal 2010 possiede un terzo dell'impianto. La BC hydro a partire dall'agosto 2017 ha dichiarato il suo interesse per l'acquisizione dei restanti due terzi dell'impianto che continuerebbero però a fornire energia elettrica alla Teck Resources.

## Espansione
A partire dall'inverno 2010/11 è stata progettata e realizzata, da SNC-Lavalin, un'espansione dell'impianto con la costruzione di una nuova centrale poco a valle dell'esistente impianto per sfruttare al meglio il flusso d'acqua. L'impianto è entrato in funzione nel 2015 ed è costituito da due turbine Francis in grado di fornire 335 MW addizionali all'impianto
. Questo impianto è collegato alla rete BC Hydro tramite una linea a 230 kV da 10 km.